# 에비스 (신화)
에비스(えびす, ゑびす)

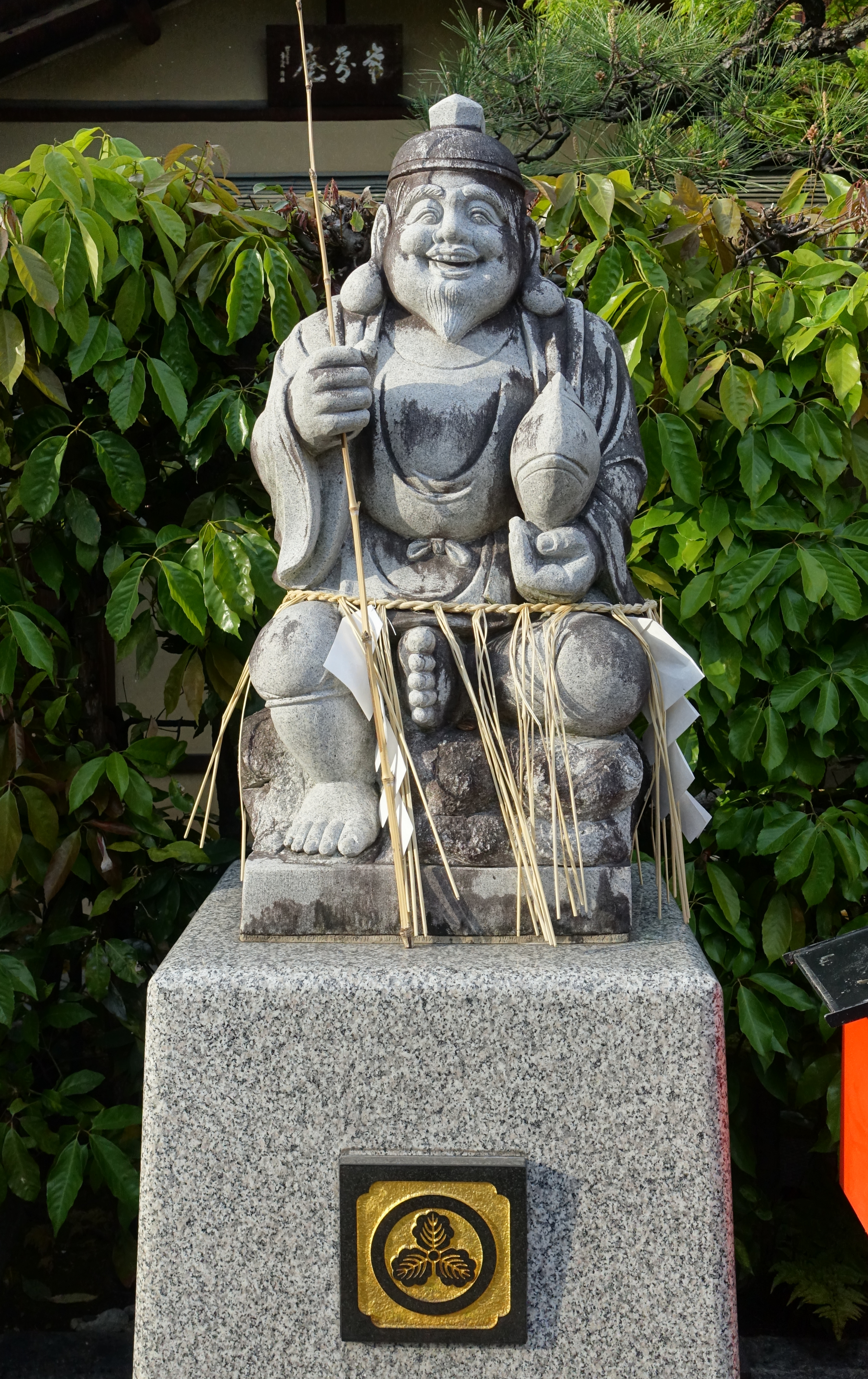
교토의 에비스 신사에 있는 에비스 조각상

1. 일본의 신. 칠복신의 일주. 가리기누 모습으로, 오른손에 낚싯대를 가져, 좌협에 도미를 안는 모습이 일반적. 본항으로 상술. 또, 초봄의 축복재주로서 에비스 인형을 춤추게 해 보인 거리 공연이나 그 연예인도 「에비스(에비스마와시)」라고 불렀다.
2. 외래의 신이나 도래의 신. 객신이나 문객신이나 번신이라는 신의 일주. 본항으로 상술.
3. 신격화 된 어업의 신으로서의 고래. 옛날에는 고래라고도 해, 고래를 포함한 큰 물고기 전반을 칭했다. 본항으로 상술.
4. 집합신. 바다로부터 가까스로 도착한 고래를 포함한, 표착물을 신앙한 것. 집합신신앙이나 표착신이라고도 한다. 본항으로 상술.

## 개요
에비스는 일본의 신으로, 현재는 칠복신의 일원으로서 일본 고래의 유일(그 외는 인도나 중국 유래)의 복신이다. 옛부터 어업의 신이기도 해, 후에 유수신도 된다. 이, 융, 호, 질자, 에조, 혜비수, 혜미수 등으로도 표기해, 에비씨, 에베씨, 베씨 등으로도 호칭된다.
에비스 신사에서 모셔진다. 일본 제일 큰 에비스 석상은 마이코로쿠 신사에 모셔지고 있어 장사 번성의 신사로 되어 있다.
「에비스」라는 신은 다수 있어, 이자나기, 이자나미의 아이인 히루코나, 혹은 오쿠니누시의 아이인 고토시로누시로 여겨지는 것이 많다. 소수이지만, 에비스를 스쿠나히코나노카미나 호오리로 하기도 한다. 또, 외래의 신으로 여겨지기도 해, 「에비스」를 「융」이나 「이」라고 쓰는 것은 중앙정부가 지방의 백성이나 동국의 사람을 「에미시」나 「에비스」라고 부르고, 「융」이나 「이」라고 쓴 것과 같고, 이방의 사람을 의미한다. 이와 같이 다종다양의 측면이 있기 때문에, 에비스를 모시는 신사지만 제신이 다른 일이 있다.

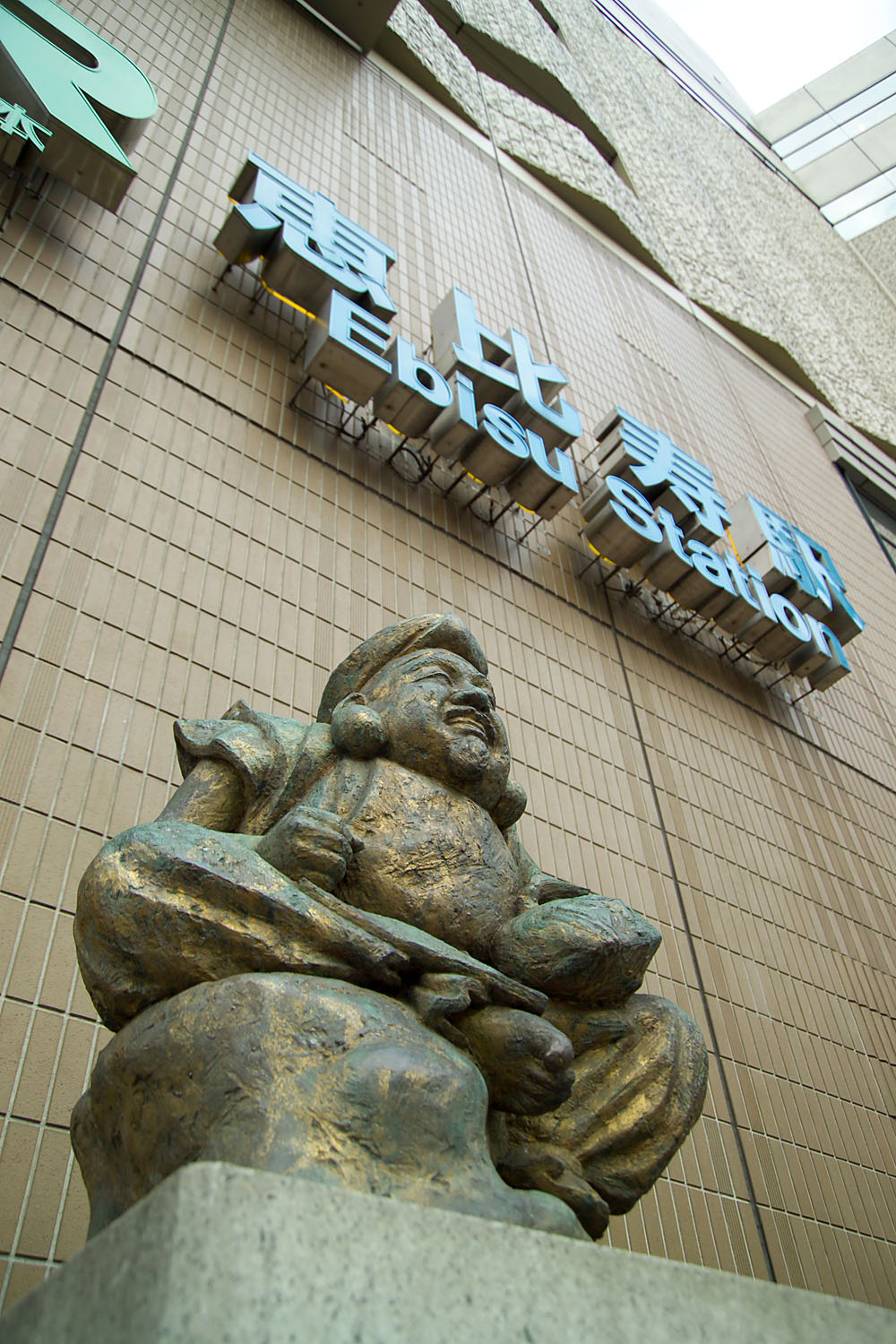
JR 동일본 에비스 역 앞의 에비스 상

## 문헌상의 초출과 본지불
「에비스」의 최초의 기록은 헤이안 시대 말기의 「초보자류초」(세 권짜리 책)이다. 거기에는 히로타 신사의 말사로서 10사가 열기되는 중에 「이 비샤몬」 「사부로전 부동명왕」의 2사가 있어, 이와 사부로는 완전히 별개의 신이었다. 조금 시대가 흘러 가마쿠라 시대 초두의 「제사금기」에는 「의비수부동」 「사부로전 비샤몬」이라고 있어, 양자의 본지불이 바뀌고 있지만, 이것은 어느 쪽인지가 단순한 잘못인가, 새로운 학설로서 나중에 수정되었다는 것인가, 아래로부터 양설이 병존하고 있었는지는 모른다. 하지만, 점차 양자가 혼동되어 「이사부로」라는 신격이 되는 과정이 엿봐진다. 이 히로타 신사의 말사라는 2사가 통합된 것이 현재의 니시노미야 신사의 전신이라고 생각되고 있다. 또, 이러한 기술로부터, 초기에는 그 본지불은 다문천왕이나 부동명왕으로 되어 있던 것을 알 수 있다.

## 민간습속

### 해신
에비스의 본래의 신격은 사람들의 앞에 온 마 나타나는 외래물에 대한 신앙이며, 바다의 저편에서 오는 해신이다.
일본 각지의 어촌에서는 근년까지 돌고래나 고래나 고래상어 등(이것들을 정리해 고래의 의미인 「이사나」라고 부른다)을 「에비스」라고도 부르고, 현재에도 어업신으로서 모시는 지역이 다수 있다. 주로 표착한 고래를 가리켜(옛날에는 흐름고래·집합고래(고래 표류현상)를) 「집합신」이라고 부르는 일이 있다. 「고래 모이면 나나우라 적신다」 「고래 모이면 나나우라 활기찬다」 등과 같이, 일본 각지에는 지역이 고래의 도래에 의해 생각하지 않는 부수입을 얻거나 기근으로부터 구해지거나라는 전승이 많지만, 특히 노토반도나 사도가섬이나 미우라반도에 신앙이 남아 있다. 해외로부터의 표착물(생물의 유해 등도 포함한다)을 「에비스」라고 부르는 지역도 있어, 고기잡이 때에 표착물을 주우면 풍어가 된다는 신앙도 있다고 한다. 고래 등의 해양생물을 에비스라고 부른 이유로서는, 고래등이 출현하면 가다랭이 등의 어획 대상어도 함께 출현하는 상관관계가 있기 때문에, 고래가 풍어를 가져온다고 여겨졌기 때문에라고 생각할 수 있다.
어업에 사용하는 그물의 낚시찌를 정월 등에 모시는 지역이 있지만, 시코쿠의 우와지마 주변이나 오키 등에서는 그 낚시찌를 「에비스아바」(아바는 낚시찌)라고 부르고 있어 에비스가 어업신인 것을 나타내는 좋은 예이다. 규슈 남부에는 어기의 처음에 바다 속으로부터 에비스의 신체로 하기 위한 돌을 줍는다는 풍습이 있다고 한다. 이러한 민간 신앙은 에비스의 본래의 성격을 나타낸다고 생각할 수 있다.

### 복신
헤이안 시대 말기에는 에비스를 시장의 신(장이 열리는 곳을 맡은 신)으로서 모신 기록이 남아 있어 가마쿠라 시대에도 쓰루가오카하치만궁 경내에서 장이 열리는 곳을 맡은 신으로서 에비스를 모셨다고 한다. 이 때문에, 중세에 상업이 발전하는 것에 따라 장사 번성의 신으로서의 성격도 나타났다고 여겨진다. 동시에 복신이라고도 신앙되게 되어, 이윽고 칠복신의 1주로 여겨진다. 복신으로서의 에비스는 포근한 웃는 얼굴(에비스가오)로 묘사되고 있다.
에비스 신은 귀가 어둡다고 여겨지고 있기 때문에, 신사 본전의 정면을 참배하는 것 외에 본전의 뒤편으로 돌아 동라를 두드려 기원하지 않으면 안 된다고 여겨진다. 이 때문에, 이마미야융 신사 등에서는 본전의 뒤에는 동라가 준비되어 있다.

### 에비스 강
민간 신앙으로서 알려지는 것이 「에비스 강」이다. 에비스 강은 에비스를 신으로서 제사 지내, 오곡풍양·장사번성·아내안전을 바란다.
히로시마 현 히로시마 시 나카 구 에비스 정의 히사코 신사에서 행해지는 것에 대해서는 히사코 강을 참조.

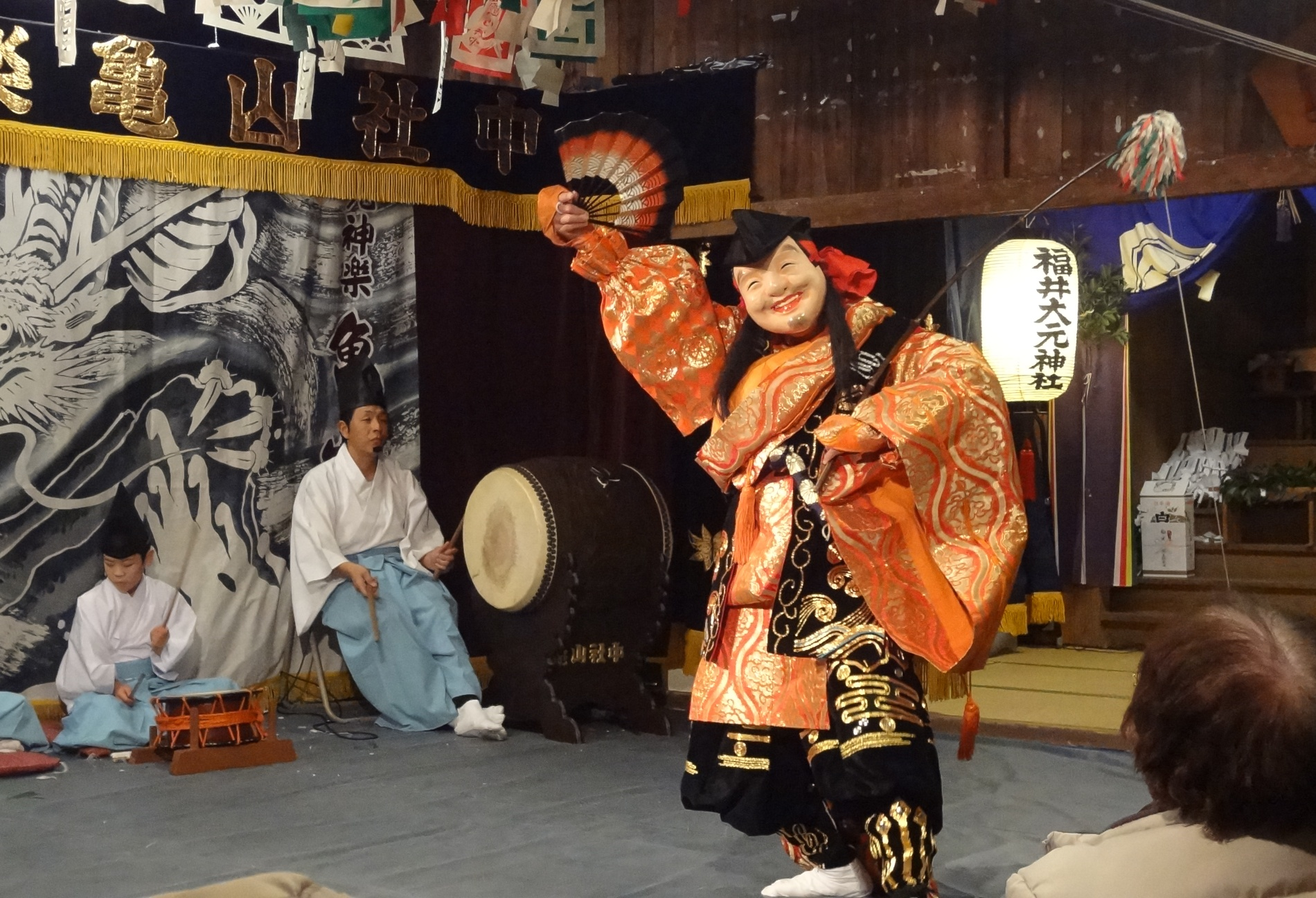
이와미 카라키 상연목록 「에비스」(코토시로 주의 도미 낚시)

## 다른 신과의 습합
에비스는 고지기와 일본서기에 나오지 않는 신이기 때문에, 옛부터 고지기와 일본서기안에 해당하는 신을 찾기 내는 설이 여러 가지 나왔다. 히루코, 사대주신, 소명히코나신, 불들데미 생명(야마사치히코) 등의 제설이 있지만, 에비스를 모시는 전국의 신사에서는 에비스설과 고토시로누시노카미설이 압도적으로 많다.

### 히루코
에비스를 히루코라고 보는 설은 가마쿠라 시대의 무렵에 나타난 것이다. 고지기와 일본서기 신화에서 히루코는 3세가 되어도 다리가 서지 않았기 때문에 흘려 버려졌다고 여겨진다. 그 신화를 받아서 흘러간 히루코는 어딘가의 땅에 표착했다는 신앙이 태어나 히루코가 바다로부터 오는 모습이 바다의 신인 에비스의 모습과 일치했기 때문에, 2신은 동일시 되게 되었다.
히루코의 표착의 전승은 각지에 있지만, 그 대표가 효고현 니시노미야시에서 히루코계의 에비스 신사의 총본사인, 니시노미야 신사로 되어 있다. 덧붙여 에비스를 이사부로라고 부르는 것은 「일본 서기」에서 3번째로 태어난 것에 의하면 되지만, 이것은 무로마치 시대부터 나온 설이며, 본래는 이와 사부로는 다른 신이었던 것이 혼동된 것이다.

### 사대주신
니시노미야 신사가 에비스설의 총본사인데 대해, 사대주신으로 하는 대표격은 이마미야융 신사이다.
사대주신은 신탁의 신이라고 고지기와 일본서기 신화에도 직접 물과의 관련은 없다. 그러나, 고지기와 일본서기 신화의 나라 양도의 항으로, 대국 주신의 사자가 사대주로 청진신으로부터의 나라 양도의 요청을 수락할지를 묻기 위해서 방문했을 때, 사대주가 낚시를 하고 있었다고 여겨지는 것으로 에비스가 바다의 신인 것이 결합되어, 동일시 되게 되었다고 한다. 칠복신의 그림으로 에비스가 낚싯대를 가져 도미를 낚아 올린 모습으로 그려지는 것은, 이 사대주신의 전승에 근거하는 것이다. 또, 사대주의 아버지인 오오쿠니누시노 미코토가 대흑천과 습합한 것에 의해, 에비스와 대흑천은 부모와 자식도 된다.
덧붙여 에비스 신앙이 태어나기 이전으로부터 사대주신을 모시고 있던 신사에서, 후에 에비스를 모신 것도 다수 있다. 반대로, 메이지 유신시에 국학의 신도 이념에 의해 에비스나 히루코라는 신격을 경시해, 제신명을 사대주신으로 고치고 유서를 고쳐 쓴 신사도 존재한다.

## 같이 보기
- 니시노미야 신사
- 오베 씨 - 교토부 이네정에서 행해지는 제례.
- 수로인
- 대흑천
- 일본의 신 목록
- 다문천왕
- 복록수
- 변재천
- 칠복신